# Рушевине цркве „Ћелије“
Рушевине цркве „Ћелије“ се налазе у насељеном месту Шашковац, на територији града Приштине, на Косову и Метохији. Представљају непокретно културно добро као споменик културе.
У селу Шашковцу, изнад Доњег Шашковца налазе се остаци цркве познате под називом „Ћелије у Шашковцу“. Црква се датује у 14. век, у време оснивања овог насеља, као насеља рудара из јањевачког рударског центра. Црква се до осамдесетих година 17. века помиње као значајан центар преписивачке и књиговезачке делатности.

## Основ за упис у регистар
Решење Покрајинског завода за заштиту споменика културе у Приштини, бр. 691 од 29. 9. 1966. г. Закон о заштити споменика културе (Сл. гласник СРС бр. 51/59).